# Leptogorgia setacea
Leptogorgia setacea är en korallart som först beskrevs av Peter Simon Pallas 1766.  Leptogorgia setacea ingår i släktet Leptogorgia och familjen Gorgoniidae. Inga underarter finns listade i Catalogue of Life.